# Ilias Tiendrébéogo
Ilias Tiendrébéogo (ur. 8 kwietnia 1992 w Bobo-Dioulasso) – burkiński piłkarz grający na pozycji napastnika. Od 2019 jest zawodnikiem klubu US Ouagadougou.

## Kariera klubowa
Swoją karierę piłkarską Tiendrébéogo rozpoczął w klubie AS SONABEL. W sezonie 2011/2012 zadebiutował w jego barwach w pierwszej lidze burkińskiej. W debiutanckim sezonie wywalczył z nim wicemistrzostwo Burkiny Faso. W 2013 roku przeszedł do ASFA Yennenga i w sezonie 2013 sięgnął z nim po dublet - mistrzostwo i Puchar Burkiny Faso. W 2014 odszedł do Africa Sports National, w którym spędził rok. W 2015 roku wrócił do AS SONABEL, a wiosną 2018 odszedł do AJEB Bobo-Dioulasso. Jesienią 2018 występował w togijskim ASC Kara, z którym w sezonie 2018/2019 został mistrzem Togo. Na początku 2019 przeszedł do US Ouagadougou.

## Kariera reprezentacyjna
W reprezentacji Burkiny Faso Tiendrébéogo zadebiutował 1 grudnia 2012 w wygranym 2:1 meczu Mistrzostw Narodów Afryki 2014 z Togo, rozegranym w Wagadugu. Od 2012 do 2021 wystąpił w kadrze narodowej 9 razy.